# Jewhen Polakow
Jewhen Pyłypowycz Polakow, ukr. Євген Пилипович Поляков, ros. Евгений Филиппович Поляков, Jewgienij Filippowicz Polakow (ur. 7 marca 1938) – ukraiński piłkarz, grający na pozycji obrońcy lub napastnika, trener piłkarski.

## Kariera piłkarska
W 1958 rozpoczął karierę piłkarską w klubie Spartak Chersoń, który potem zmienił nazwę na Majak Chersoń. W 1963 został powołany do wojska, gdzie służył w wojskowym klubie SKA Odessa. Po zwolnieniu z wojska w 1965 powrócił do chersońskiego klubu, który już nazywał się Łokomotyw Chersoń. W 1966 zakończył karierę piłkarza.

## Kariera trenerska
Po zakończeniu kariery piłkarskiej rozpoczął pracę szkoleniowca. W 1968 dołączył do sztabu szkoleniowego Łokomotywu Chersoń, gdzie do 1970 pomagał trenować piłkarzy klubu. W latach 1976–1977 ponownie pomagał trenować chersoński klub, który zmienił nazwę na Krystał Chersoń. W 1985 został mianowany na stanowisko głównego trenera Krystału, którym kierował do lipca 1986 roku. Od 1987 do 1996 pracował jako wicedyrektor Szkoły Sportowej nr 1 w Chersoniu, a potem od 1997 do 2007 na stanowisku dyrektora Szkoły Sportowej Oswita nr 1 w Chersoniu.